# Kărtojabene, Plevna
Kărtojabene (în bulgară Къртожабене) este un sat în comuna Plevna, regiunea Plevna,  Bulgaria. 

## Demografie
Componența etnică a satului Kărtojabene
     Bulgari (94,69%)
     Nicio identificare (5,3%)
     Altele (0%)
La recensământul din 2011, populația satului Kărtojabene era de 113 locuitori. Din punct de vedere etnic, majoritatea locuitorilor (94,69%) erau bulgari. Pentru 5,3% din locuitori nu este cunoscută apartenența etnică.